# Ponwar

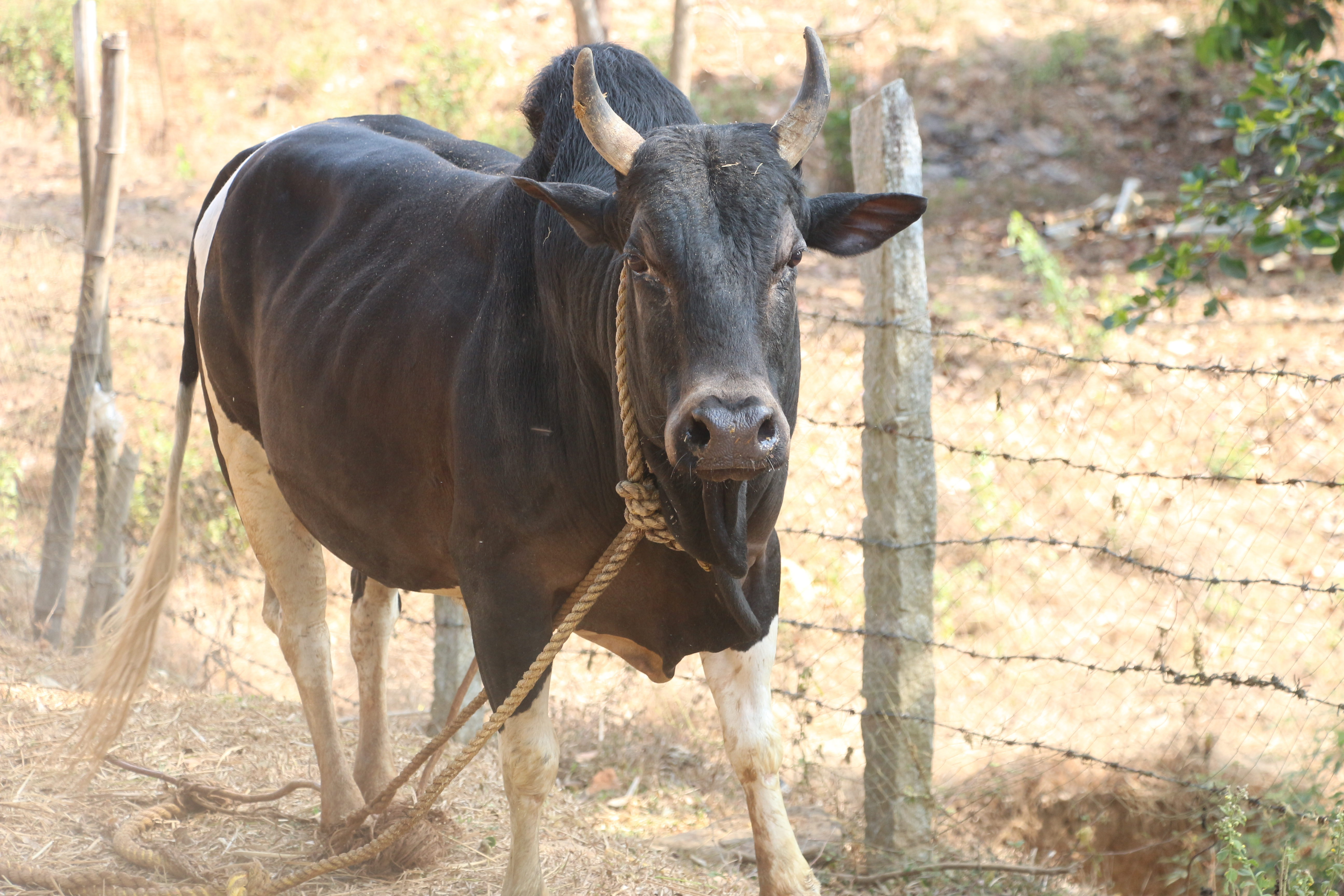
Ponwar-Bulle

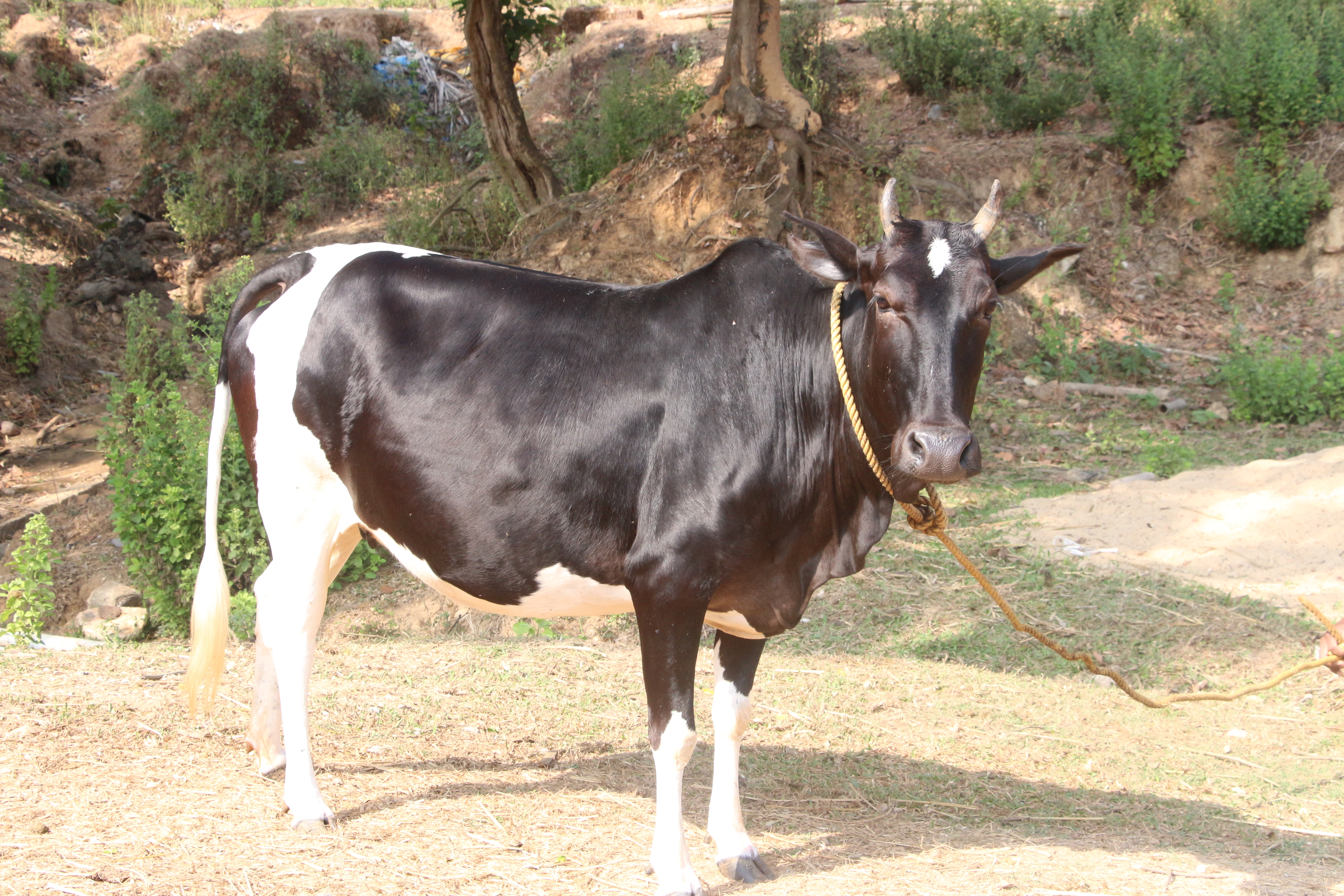
Ponwar-Kuh

Ponwar (Hindi पोंवर), auch Purnea oder Kabri, ist eine Zebu-Rinderrasse aus dem nordindischen Bundesstaat Uttar Pradesh.

## Beschreibung
Als Ursprungsgebiet der Rinderrasse gilt der Distrikt Pilibhit am Fuß des Himalayagebirges, insbesondere das Gebiet um die Stadt Puranpur. Das Gebiet ist hügelig mit einem relativ hohen Waldanteil. Es wird angenommen, dass die Ponwar aus einer Kreuzung aus Berglandrindern nepalesischer Herkunft und Rindern der Ebene hervorgegangen sind.
Von der Statur her handelt es sich um kleine bis mittelgroße Tiere mit vergleichsweise schmalem, kompaktem und schlankem Körperbau. Die Widerristhöhe ausgewachsener Tiere beträgt im Mittel 115 cm (Bullen) bzw. 109 cm (Kühe) und das mittlere Körpergewicht liegt bei 318 bzw. 295 kg.
Die Tiere sind braun bis schwarz gefärbt mit variablen weißen Flecken. Hufe, Augenpartie und Maul sind in der Regel schwarz gefärbt. Die Hörner sind kurz bis mittellang und einwärts gerichtet. Die Kopfform wirkt länglich und schmal, mit einer etwas konkaven Stirnpartie, auf der sich häufig ein weißer Fleck findet. Die Kühe haben kleine Euter und die Milchleistung gilt als gering (0,5 bis 2,5 kg pro Tag über 8 bis 10 Monate). Die ersten Kälber werden ab einem Alter von 40 bis 60 Monaten geboren. Der Abstand zwischen zwei Kälbergeburten beträgt im Durchschnitt 12,1 Monate.
Im Distrikt Pilibhit werden die Tiere vor allem von landlosen Arbeitern und Kleinbauern in extensiver Viehhaltung gehalten. Die  Tiere sind schnell und sehr beweglich und ihnen wird ein aggressiver, halbwilder Charakter zugeschrieben. Die Rinder grasen überwiegend in Gruppen frei im Wald und werden meist nicht in Ställen untergebracht. Sie sind robust und wenig anfällig gegenüber Krankheiten. Die Bullen werden aufgrund ihrer Arbeitsleistung als Zugtiere geschätzt. Sie sind kräftige Tiere, die ohne Schwierigkeiten eine Last von 800 bis 1000 kg über eine Strecke von 10 Kilometern transportieren oder einen Acre Land in 6 bis 8 Stunden pflügen können. Die Rinder werden vorwiegend von Angehörigen der Ethnie der Tharu gehalten und zu einem geringen Teil von Angehörigen der Kasten der Pasi und Yadav. Die Zahl der Tiere wurde im Jahr 2013 auf etwa 10.000 bis 20.000 geschätzt und die Rasse scheint in ihrem Bestand bedroht, so dass Bestrebungen im Gange sind, diese auf die örtlichen Verhältnisse angepasste Rinderrasse durch staatliche Maßnahmen zu schützen und zu erhalten.